# PTEアカデミック
PTEアカデミック（英: Pearson Test of English Academic、PTE Academic）とは、ピアソンによる、英語圏の大学等への留学や進学を希望する人を対象とした、コンピューターベースの新しい英語の語学検定である。英語を母国語としない人の英語力を正確に測定することを目的としている。2009年10月に開始され、日本、イギリス、アメリカ、オーストラリア、カナダ、インド、香港、中国、台湾、韓国を含む44の地域で受験可能。スコアの有効期限は2年間である。

## 概要
このテストはLongman、Penguin等を傘下に置くピアソンが開発・運営をしており、受験者はピアソンVUEのテストセンターで受験することができる。日本では2010年より東京と大阪のテストセンターで受験が可能。オンラインで申し込み、受験希望日の前日まで予約可能。日本での受験料はUS$220。
4つ(Reading, Speaking, Listening, Writing)のパートで構成されており、約3時間で受験をする。
テスト結果は5営業日以内にオンラインで確認することができる。テスト結果を確認してからスコアを送付したい機関を選択できるので、満足なスコアだけを提出することが可能。有効期限内であれば何箇所でも無料で希望する機関に提出することができ、スコアレポートは提出先を選択してから48時間以内に送付先機関に届く。
世界中の大学、ビジネススクールなど、約2,000の大学･大学院プログラムがPTEアカデミックのスコアを正式に他のテストと同じように受け入れている。また、イギリスの査証（学生、就労、永住など）を発給している英国国境局でもPTEアカデミックのスコアを査証申請に有効な試験として認定している。PTEアカデミックは、GMATを運営するGMACより推奨されている。

## テストの形式
Speaking
試験時間スピーキング、ライティングをあわせて、77分から93分
音読、復唱、要約、グラフを描写する問題等
コンピュータのマイクに向かって話し、自分の答えを録音する。
Writing
試験時間スピーキング、ライティングをあわせて、77分から93分
要約問題、エッセイ等
一般的に認められているスペルならばアメリカ、イギリスなどどこの国のスペリングを使ってもよい。
Reading
試験時間45分から57分
選択問題、順序入れ替え問題、穴埋め問題等
Listening
試験時間32分から41分
レクチャー等を聞き取り要約する問題、ディクテーション、選択問題等
アメリカ、イギリス、オーストラリア、ニュージーランド等様々な英語で構成されている。
オプションでReading後に10分の休憩が取れる。

## スコア
PTEアカデミックのスコアは、10点～90点の範囲で、総合点以外に以下の10分野にわたってスコア化されているので、得意･不得意な分野を特定することができる。
TOEFLiBTやIELTSとの相関も検証されており、CEFR(Common European Framework)にも準拠している。
Communicative Skills
Listening
Reading
Speaking
Writing
Enabling Skills
Grammar
Oral Fluency
Pronunciation
Spelling
Vocabulary
Written Discourse